# Premi César 2004

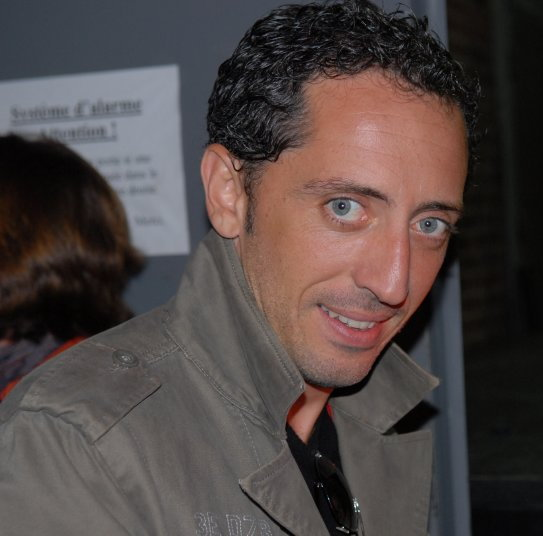
Gad Elmaleh presentatore della cerimonia

La cerimonia di premiazione della 29ª edizione dei Premi César si è svolta il 21 febbraio 2004 al Théâtre du Châtelet di Parigi. È stata presieduta da Fanny Ardant e presentata da Gad Elmaleh. È stata trasmessa da Canal+.
Il film che ha ottenuto il maggior numero di candidature (undici) è stato Bon Voyage di Jean-Paul Rappeneau, mentre i film che hanno vinto il maggior numero di premi (tre) sono stati Bon voyage, Le invasioni barbariche (Les invasions barbares) di Denys Arcand e Mai sulla bocca (Pas sur la bouche) di Alain Resnais.

## Vincitori e candidati
I vincitori sono indicati in grassetto, a seguire gli altri candidati.

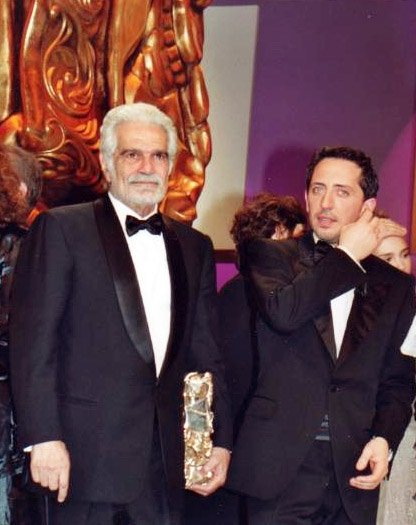
Omar Sharif con il César ricevuto come migliore attore in compagnia di Gad Elmaleh

### Miglior film
- Le invasioni barbariche (Les Invasions barbares), regia di Denys Arcand
- Appuntamento a Belleville (Les Triplettes de Belleville), regia di Sylvain Chomet
- Bon Voyage, regia di Jean-Paul Rappeneau
- Mai sulla bocca (Pas sur la bouche), regia di Alain Resnais
- I sentimenti (Les Sentiments), regia di Noémie Lvovsky

### Miglior regista
- Denys Arcand - Le invasioni barbariche (Les Invasions barbares)
- Lucas Belvaux - Dopo la vita (Après la vie), Rincorsa (Cavale) e Una coppia perfetta (Un couple épatant)
- Claude Miller - La Petite Lili
- Jean-Paul Rappeneau - Bon Voyage
- Alain Resnais - Mai sulla bocca (Pas sur la bouche)

### Miglior attore
- Omar Sharif - Monsieur Ibrahim e i fiori del Corano (Monsieur Ibrahim et les Fleurs du Coran)
- Daniel Auteuil - In amore c'è posto per tutti (Après vous...)
- Jean-Pierre Bacri - I sentimenti (Les Sentiments)
- Gad Elmaleh - Chouchou
- Bruno Todeschini - Son frère

### Miglior attrice
- Sylvie Testud - Stupore e tremori
- Josiane Balasko - Violenza estrema (Cette femme-là)
- Nathalie Baye - I sentimenti (Les Sentiments)
- Isabelle Carré - I sentimenti (Les Sentiments)
- Charlotte Rampling - Swimming Pool

### Migliore attore non protagonista
- Darry Cowl - Mai sulla bocca (Pas sur la bouche)
- Yvan Attal - Bon Voyage
- Clovis Cornillac - À la petite semaine
- Marc Lavoine - Il cuore degli uomini (Le Cœur des hommes)
- Jean-Pierre Marielle - La Petite Lili

### Migliore attrice non protagonista
- Julie Depardieu - La Petite Lili
- Judith Godrèche - France Boutique
- Isabelle Nanty - Mai sulla bocca (Pas sur la bouche)
- Géraldine Pailhas - Il costo della vita (Le Coût de la vie)
- Ludivine Sagnier - Swimming Pool

### Migliore promessa maschile
- Grégori Derangère - Bon Voyage
- Nicolas Duvauchelle - Corpi impazienti (Les Corps impatients)
- Pascal Elbé - Père et fils
- Grégoire Leprince-Ringuet - Anime erranti (Les Égarés)
- Gaspard Ulliel - Anime erranti (Les Égarés)

### Migliore promessa femminile
- Julie Depardieu - La Petite Lili
- Marie-Josée Croze - Le invasioni barbariche (Les Invasions barbares)
- Dinara Drukarova - Da quando Otar è partito (Depuis qu'Otar est parti)
- Sophie Quinton - Qui a tué Bambi?
- Laura Smet - Corpi impazienti (Les Corps impatients)

### Migliore sceneggiatura originale o miglior adattamento
- Denys Arcand - Le invasioni barbariche (Les invasions barbares)
- Lucas Belvaux - Dopo la vita (Après la vie), Rincorsa (Cavale) e Una coppia perfetta (Un couple épatant)
- Julie Bertucelli, Roger Bohbot e Bernard Renucci - Da quando Otar è partito (Depuis qu'Otar est parti)
- Alain Corneau - Stupore e tremori
- Jean-Paul Rappeneau e Patrick Modiano - Bon Voyage

### Migliore fotografia
- Thierry Arbogast - Bon Voyage
- Pierre Aïm - Monsieur N.
- Agnès Godard - Anime erranti (Les Égarés)

### Miglior montaggio
- Danielle Anezin, Valérie Loiseleux e Ludo Troch - Dopo la vita (Après la vie), Rincorsa (Cavale) e Una coppia perfetta (Un couple épatant)
- Hervé de Luze - Mai sulla bocca (Pas sur la bouche)
- Maryline Monthieux - Bon Voyage

### Migliore scenografia
- Jacques Rouxel e Catherine Leterrier - Bon Voyage
- Patrick Durand - Monsieur N.
- Jacques Saulnier - Mai sulla bocca (Pas sur la bouche)

### Migliori costumi
- Jackie Budin - Mai sulla bocca (Pas sur la bouche)
- Catherine Leterrier - Bon Voyage
- Carine Sarfati - Monsieur N.

### Migliore musica
- Benoît Charest - Appuntamento a Belleville (Les triplettes de Belleville)
- Stephan Eicher - Monsieur N.
- Bruno Fontaine - Mai sulla bocca (Pas sur la bouche)
- Gabriel Yared - Bon Voyage

### Miglior sonoro
- Jean-Marie Blondel, Gérard Hardy e Gérard Lamps - Mai sulla bocca (Pas sur la bouche)
- Pierre Gamet, Jean Goudier e Dominique Hennequin - Bon Voyage
- Olivier Goinard, Jean-Pierre Laforce e Jean-Paul Mugel - Anime erranti (Les Égarés)

### Miglior film straniero
- Mystic River, regia di Clint Eastwood
- Elephant, regia di Gus Van Sant
- Gangs of New York, regia di Martin Scorsese
- The Hours, regia di Stephen Daldry
- Il ritorno (Vozvraščenie), regia di Andrej Zvjagincev

### Migliore opera prima
- Da quando Otar è partito (Depuis qu'Otar est parti), regia di Julie Bertucelli
- Appuntamento a Belleville (Les Triplettes de Belleville), regia di Sylvain Chomet
- È più facile per un cammello... (Il est plus facile pour un chameau...), regia di Valeria Bruni Tedeschi
- Père et fils, regia di Michel Boujenah
- Qui a tué Bambi?, regia di Gilles Marchand

### Miglior film dell'Unione europea
- Good Bye, Lenin!, regia di Wolfgang Becker
- Dogville, regia di Lars von Trier
- Magdalene (The Magdalene Sisters), regia di Peter Mullan
- La meglio gioventù, regia di Marco Tullio Giordana
- Respiro, regia di Emanuele Crialese

### Miglior cortometraggio
- L'homme sans tête, regia di Juan Diego Solanas
- La chatte andalouse, regia di Gérald Hustache-Mathieu
- J'attendrai le suivant..., regia di Philippe Orreindy
- Pacotille, regia di Eric Jameux

### Premio César onorario
- Micheline Presle